# Walkstrom
Der Walkstrom ist ein Arm der Gera im westlichen Stadtgebiet Erfurts.
Seinen Namen erhielt der Walkstrom wohl von einer dort befindlichen Walkmühle, dieser Mühlentyp diente zur Tuchveredelung oder beim Gerben von Leder.
Der Walkstrom war Bestandteil eines bereits im Hochmittelalter entstandenen Wasserverteilungssystem.
Pläne und Beschreibungen der zahlreichen Wasserbauwerke liegen im Stadtarchiv Erfurt vor, sie gestatten eine metergenaue Rekonstruktion der ursprünglichen, im heutigen Stadtbild kaum mehr sichtbaren Abschnitte der einstigen Mühl- und Wassergräben. Der Walkstrom fließt parallel zum Straßenzug Espachstraße–Gustav-Adolf-Straße–Melanchthonstraße–Fischersand.
Der Walkstrom zweigt im Südwesten Erfurts zwischen Cyriak- und Espachstraße von der Gera ab, zur Regulierung der Wasserführung diente dort das Espachwehr mit dem Espachteich.  Sein vorläufiges Ziel liegt an der  Langen Brücke, hinter der er sich wieder mit der Gera vereint und fortan als Breitstrom durch das Zentrum der Erfurter Altstadt fließt.
Der Mühlgraben zur Karthäusermühle – auch Karthäuserfluss genannt – führt das Wasser bis zum wassergefüllten Festungsgraben der Stadtbefestigung, Abschnitt Kleiner Königsgraben. Sein vergitterter Durchlass wurde an der Halbmondsschleuse (Name wohl nach der Form) in die Stadtmauer eingefügt. Bei Bedarf konnte hier Frischwasser in den Festungsgraben eingeleitet werden.
Dicht hinter der Stadtmauer folgte die Karthäusermühle. Nach dieser folgte ein erster Verbindungsgraben zur Gera – der Hanegraben – zur Versorgung dieses Handwerkerquartier mit Brauchwasser. Nach etwa fünfzig Metern teilte sich der Mühlgraben in den westlichen Graben – Walkstrom und den östlichen Graben – Hirschlache.
Der Walkstrom traf nun auf die Neuwerksmühle und im Abstand von einigen hundert Metern auf die namensgebende Walkmühle. Nochmals traf der Walkstrom auf ein Wehr, es entzog ihm Wasser für den Angraben, welche die Geringsmühle ermöglichte, und an der Vogelsbrücke in die Gera einmündete.
Auch das Roßwehr lag an der Gera. Hier mündete der Walkstrom in die Wilde Gera. Sein Wasser konnte aber durch das Herablassen einer Schleuse auch in den hier nach Norden abzweigenden Mühlgraben den Breitstrom umgeleitet werden.  Schon 1898 wurde die Wilde Gera ab der Lutherstraße verfüllt.

## Merian-Darstellung

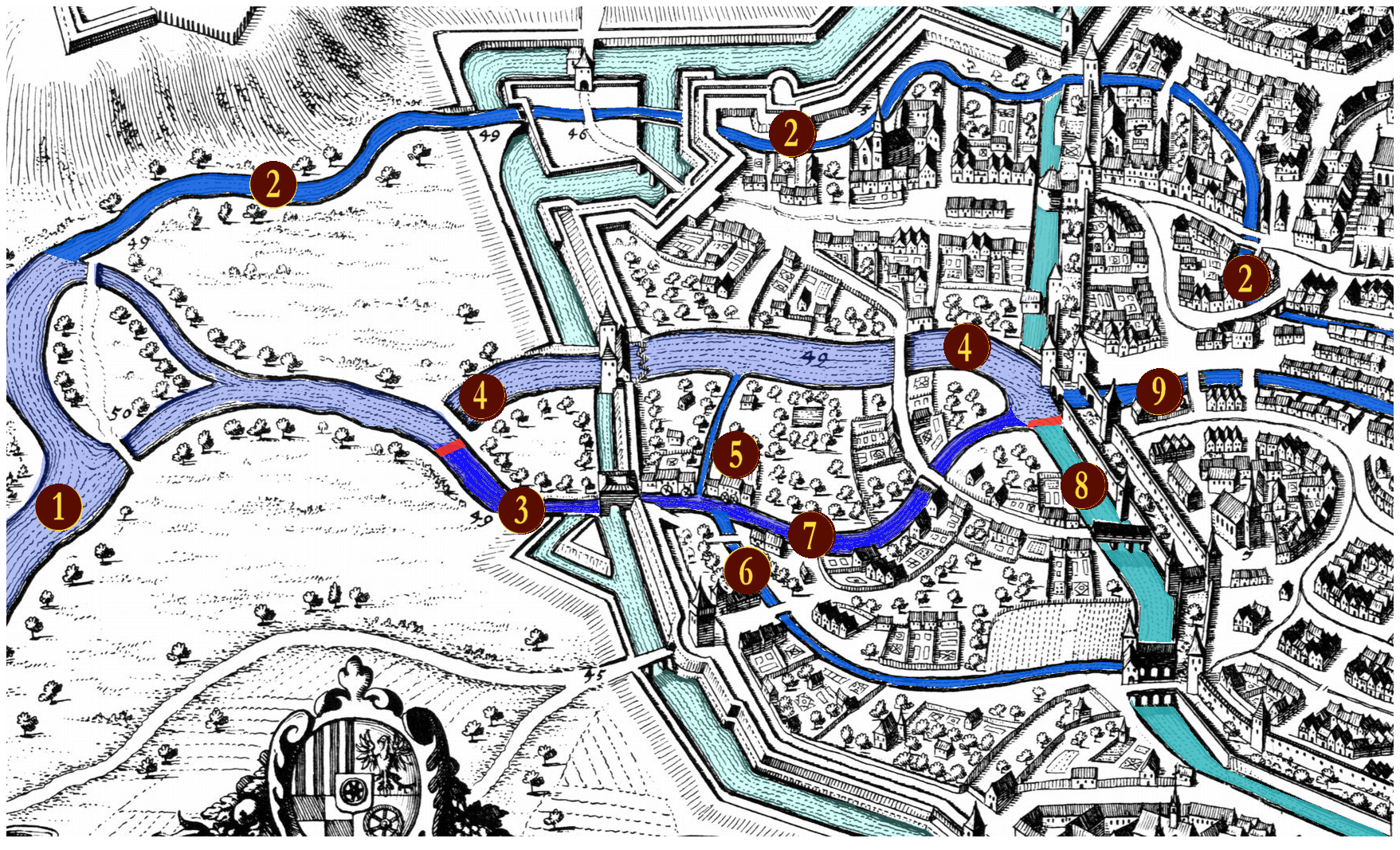
Ausschnitt der Stadtansicht von Erfurt nach Merian (um 1650), nachbearbeitet

Die in der Kupferstich-Sammlung von Matthäus Merian enthaltene Ansicht der Stadt Erfurt ermöglicht einen Einblick in die Brauchwasserversorgung und die Lage von Mühlen und Befestigungsgräben der Stadt Erfurt um das Jahr 1650.
Hierbei bedeuten: (1) Gera, (2) Bergstrom, (3) Karthäuserfluss, (4) Gera, (5) Hahnegraben, (6) Hirschlache, (7) Walkstrom, (8) Wilde Gera, (9) Mühlgraben/Breite Gera.